# Psychotria ebensis
Psychotria ebensis är en måreväxtart som beskrevs av Karl Moritz Schumann. Psychotria ebensis ingår i släktet Psychotria och familjen måreväxter. Inga underarter finns listade i Catalogue of Life.